# 稲垣村
稲垣村（いながきむら）は青森県西津軽郡に位置する村である。2005年2月11日のつがる市発足に伴い廃止された。

## 地理
- 河川: 岩木川

### 隣接していた自治体
- 五所川原市
- 西津軽郡：木造町、車力村
- 北津軽郡：金木町、中里町

## 歴史
- 1889年（明治22年）4月1日 町村制施行により沼崎村、吉出村、沼館村、福富村、豊川村、穂積村、繁田村、下繁田村、千年村が合併し、稲垣村が発足。
- 2005年（平成17年）2月11日 木造町、森田村、柏村、車力村と合併しつがる市となる。

## 経済
農業
『大日本篤農家名鑑』によれば稲垣村の篤農家は、「秋元穂、今清一郎、長内則昭、長内泰民」などである。

## 教育
- 小学校
  - 豊川小学校
  - 稲垣西小学校
  - 繁田小学校
  - 下繁田小学校
- 中学校
  - 稲垣中学校
- 高等学校
  - 青森県立木造高等学校稲垣分校

## 交通

### バス
- 弘南バス

### 道路
- 青森県道2号屏風山内真部線
- 青森県道43号五所川原車力線

## 村長
- 長内則昭：1906年 -

## 出身・ゆかりのある人物
- 蛯名昭俊（酒造業、政治家）[2]

家は代々酒造業を営んだ。また、地方公職に従事し、推重された。
- 小島和恵（女子マラソン選手）[3]